# Udestedt
Udestedt est une commune allemande de l'arrondissement de Sömmerda, Land de Thuringe.

## Géographie
Udestedt se situe au sud-est du Bassin de Thuringe ; la Gramme traverse l'est du territoire.
|        | Großrudestedt | Eckstedt   |
| Erfurt | Udestedt      | Ollendorf  |
|        | Kleinmölsen   | Großmölsen |

## Histoire
Les premières traces de population datent du Néolithique. Le nom d'Udestedt ferait référence à un culte d'Odin.
Udestedt est mentionné pour la première fois en 876 sous le nom de "Odestat" au moment de la dîme pour l'abbaye de Fulda. Vers 1000 un petit château-fort est construit sur une motte castrale. Il sera reconstruit puis détruit lors des guerres de succession puis de nouveau reconstruit.
Les habitants de Barkhausen, un village appartenant à l'abbaye de Georgenthal, à l'ouest d'Udestedt, l'abandonnent au XIVe siècle et s'installent à Udestedt.
Udestedt acquiert une réputation pour la culture du pastel des teinturiers. Durant la Réforme, le village se convertit au protestantisme. Au cours de la guerre de Trente Ans, il est lourdement touché. En 1623, il subit un massacre après avoir résisté aux mercenaires de Frédéric de Saxe-Altenbourg.
Le village subit deux incendies importants en 1759 et en 1819. Le deuxième tue une centaine d'habitants. Le prince Charles-Auguste de Saxe-Weimar-Eisenach et son ministre Goethe viennent après le drame. Sous la direction de l'architecte Clemens Wenzeslaus Coudray, le village est reconstruit de sorte que l'incendie n'ait plus une telle ampleur.
Pendant la Seconde Guerre mondiale, 81 hommes et femmes de Pologne, de Russie et d'Ukraine sont contraints à des travaux agricoles. En avril 1945, deux prisonniers meurent lors des marches de la mort. Le 11 avril, un habitant dresse un drapeau blanc et sauve le village des assauts des troupes américaines.
Début juillet 1945, l'Armée rouge prend position. De nombreux réfugiés allemands de l'ouest de la Pologne s'installent à Udestedt ; la commune passe de 855 habitants en 1939 à 1 335 en 1946.

## Source de la traduction
- (de) Cet article est partiellement ou en totalité issu de l’article de Wikipédia en allemand intitulé « Udestedt » (voir la liste des auteurs).